# Pawłowo (gromada w powiecie ostródzkim)
Pawłowo – dawna gromada, czyli najmniejsza jednostka podziału terytorialnego Polskiej Rzeczypospolitej Ludowej w latach 1954–1972.
Gromady, z gromadzkimi radami narodowymi (GRN) jako organami władzy najniższego stopnia na wsi, funkcjonowały od reformy reorganizującej administrację wiejską przeprowadzonej jesienią 1954 do momentu ich zniesienia z dniem 1 stycznia 1973, tym samym wypierając organizację gminną w latach 1954–1972.
Gromadę Pawłowo z siedzibą GRN w Pawłowie utworzono – jako jedną z 8759 gromad na obszarze Polski – w powiecie ostródzkim w woj. olsztyńskim na mocy uchwały nr 22 WRN w Olsztynie z dnia 4 października 1954. W skład jednostki weszły obszary dotychczasowych gromad Kunki, Lutek, Pawłowo i Nowa Wieś Ostródzka ze zniesionej gminy Waplewo, a także obszar dotychczasowej gromady Mielno oraz miejscowości Tymawa i Tymawka z dotychczasowej gromady Lubian ze zniesionej gminy Grunwald, w tymże powiecie. Dla gromady ustalono 11 członków gromadzkiej rady narodowej.
Gromadę zniesiono 31 grudnia 1961, a jej obszar włączono do gromad Olsztynek (wsie Kunki, Lutek, Nowa Wieś Ostródzka i Pawłowo, osady Gardejki i Nicponie, kolonię Dębowa Góra oraz PGR Gąsierowo Olsztyneckie) i Grunwald (wieś Mielno, osady Grabniak, Omin i Wola Wysoka, PGR Tymawa oraz leśniczówkę Tymawka) w tymże powiecie.